# Piloño
Piloño (oficialmente Santa María de Piloño) es una parroquia española del municipio de Villa de Cruces, perteneciente a la provincia de Pontevedra, en la comunidad autónoma de Galicia.

## Historia
Hacia mediados del siglo XIX, el lugar, ya por entonces perteneciente a Carbia, tenía contabilizada una población de 430 habitantes. Aparece descrito en el decimotercer volumen del Diccionario geográfico-estadístico-histórico de España y sus posesiones de Ultramar de Pascual Madoz con las siguientes palabras:

PILOÑO (Sta. Maria): felig. en la prov. de Pontevedra (9 leg.), part. jud. de Lalin (3 1/2), dióc. de Santiago (3 1/2), ayunt. de Carbia. sit. á la izq. del r. Ulla con buena ventilacion y clima sano. Tiene unas 80 casas en las ald. de Alcobre, Arbian, Casal de Vila, Caseda. Cerdeiriñas, Combarro, Cortes, Lourido, Muiños, Pajariñas, Pousada y Raindo. La igl. parr. (Sta. Maria), se halla servida por un cura de provision en concurso. Confina el térm. N., Salgueiros; E. y S. Carbia, y O. Brandariz. El terreno es de buena calidad, y bastante llano; abunda en aguas de fuente que sirven para beber y otros usos. prod.: trigo, centeno, maiz, patatas, castañas, hortaliza, frutas, vino ligero y de buen gusto; maderas y pastos: se cria ganado vacuno, de cerda, lanar y cabrio; caza y pesca de varias clases. pobl.: 86 vec., 430 alm. contr.: con su ayunt. (V.).
(Madoz, 1849, p. 28)

En 2022, tenía empadronados 276 habitantes.